# Vojnínská lípa
Vojnínská lípa je památný strom lípa malolistá (Tilia cordata) ve Vojníně, části obce Radonice v okrese Chomutov v Ústeckém kraji.
Roste v Doupovských horách v nadmořské výšce 355 m nad pravým břehem říčky Liboc, u kapličky Panny Marie na rozcestí cest z Vojnína do Kadaňského Rohozce.

## Základní údaje
Obvod kmene měří 442 cm, koruna stromu dosahuje do výšky 14 metrů (měření 2009). V roce 2009 bylo stáří stromu odhadováno na 300 let.
Lípa je chráněna od roku 1998 jako ochrana genofondu a strom významný vzrůstem.

## Stromy v okolí
- Dub u Radechova
- Skupina památných stromů v Mašťově pod Lisovnou
- Radonický javor
- Radonická lípa